# Per-Egil Flo
Pour les articles homonymes, voir Flo.
Per-Egil Flo, né le 18 janvier 1989 à Stryn au Norvège est un footballeur international norvégien. Il joue au poste d'arrière gauche au Sogndal Fotball.

## Biographie

### En club
Né à Stryn au Norvège, Per-Egil Flo commence sa carrière professionnelle au Sogndal Fotball.
Le 5 juillet 2013, Per-Egil Flo rejoint le champion en titre norvégien, le Molde FK, après huit saisons passées au Sogndal Fotball.
Il s'engage avec le Slavia Prague jusqu'en 2019 le 28 décembre 2016.
Le 17 juillet 2018, Per-Egil s'engage en faveur du club suisse du FC Lausanne-Sport. Giorgio Contini, entraîneur du LS, décrit ce joueur comme un « leader » pour l'équipe. Il dispute son premier match avec les bleus et blancs le 20 juillet 2018 lors de la première journée de Challenge League 2018-2019, face au SC Kriens, en débutant le match en tant que titulaire (match nul 1-1 au stade olympique de la Pontaise).

### En sélection
Il reçoit sa première sélection en équipe de Norvège le 27 août 2014 en amical contre les Émirats arabes unis.

## Palmarès
Molde FK
- Champion de Norvège en 2014
- Vainqueur de la Coupe de Norvège en 2013 et 2014

 SK Slavia Prague
- Champion de Tchéquie en 2017

Champion de 2ème division Suisse 2020